# Katerini
Katerini (tiếng Hy Lạp: Κατερίνη, tên cũ: Αικατερίνη - Aikaterini "Catherine") là một thành phố ở Trung Macedonia, Hy Lạp, thủ phủ của đơn vị periphery Pieria. Nó nằm trên đồng bằng Pierian, giữa núi Olympus và vịnh Thermaikos, ở độ cao 14 m. Thành phố này là một trong những thành thị mới nhất ở Hy Lạp, có dân số 83.764 người (theo điều tra dân số năm 2001), là thành phố lớn thứ 12 của Hy Lạp. Nó là gần thành phố Thessaloniki, thành phố lớn thứ hai của Hy Lạp, đã được mang lại lợi ích cho phát triển Katerini trong những năm gần đây. Katerini được kết nối giao thông đường bộ từ tuyến đường cao tốc GR-1/E75Thessaloniki-Athena (với hai nút giao gần thành phố) và odos Egnatia phía bắc. Nó được phục vụ bởi cả hai tuyến tàu hỏa Intercity và các chuyến tàu địa phương trên tuyến đường sắt chính từ Athens đến Thessaloniki và có một dịch vụ xe buýt trong khu vực và quốc gia với trung tâm của nó trong thành phố.
Là một điểm đến du lịch phổ biến, Katerini gần biển (6 km) và một số địa điểm khảo cổ học quan tâm rất lớn như thành phố cổ xưa của Dion (thế kỷ 5 trước Công nguyên, 17 km) và lâu đài Venezia Platamon. Các bãi biển của Korinos, Paralia và Olympiaki Akti (hoặc Katerinoskala) được là nơi nghỉ mãt của khách du lịch Hy Lạp và quốc tế trong suốt mùa hè. Chân núi Olympus và thị trấn Litochoro, có một khoảng cách khoảng 20 km từ trung tâm của Katerini.